# Tocht om de Noord
Het Wandelfestival Tocht om de Noord is een tweedaagse culturele ontdekkingstocht door de provincie Groningen. Elk jaar staan nieuwe routes, nieuwe thema's en nieuwe ervaringen centraal. De wandelaar ontdekt zo Groningen van binnenuit. Hij of zij wandelt daarbij vaak door kerken, boerderijen, molens, musea, borgen voordeur in en achterdeur weer uit. 

## Geschiedenis
De eerste Tocht om de Noord werd georganiseerd op Koninginnedag zaterdag 29 april 2006. De tocht was toen een eendaags evenement met afstanden van 15, 25 en 40 kilometer. Het werd in 2007 een tweedaags evenement, waarbij elk jaar een van de twee regels van het Gronings volkslied (Grunnens Laid) wordt gewandeld, dus van Lauwerszee tot Dollard of van Drenthe tot aan 't Wad. De tocht werd daarbij verplaatst naar het najaar. Vanaf dat moment vindt hij plaats in laatste volledige weekend van september.

## Thema's
Bij de Tocht om de Noord staat elk jaar een Gronings thema centraal, de afgelopen jaren waren dat:
- 2015: Laat je leiden door het geluid van Groningen, thema: kerkorgels in Groningen
- 2016: Proeven van het Groningse landschap, thema: landschap in Groningen
- 2017: Voel de kracht van water, thema: Kerstvloed 1717
- 2018: Vergezichten van De Ploeg, thema: 100 jaar Kunstkring De Ploeg
- 2019: Adem de sfeer van het culturele en industriële erfgoed, 2 thema's: Grunnens Laid[1] en 200 jaar W.A. Scholten
- 2020: Vier 75 jaar Vrijheid in Groningen, thema: 75 jaar vrijheid (1945 - 2020)